# Chiusura epistemica
La chiusura epistemica  è una proprietà di alcuni sistemi di credenze. Essa afferma che se un soggetto S conosce p, e conosce che p implica q, allora S conosce anche q. La maggior parte delle teorie epistemologiche e delle argomentazioni scettiche includono un principio di chiusura.
D'altra parte, alcuni epistemologi come Robert Nozick hanno negato il principio di chiusura sulla base di resoconti affidabilistici della conoscenza. Nel suo libro Philosophical Explanations,  egli ha sostenuto che, quando si considera il problema di Gettier, la chiusura epistemica dovrebbe essere l'assunto meno controintuitivo a cui rinunciare. Secondo Nozick, si dice x conosce P se P è vera e se x crede in P nei diversi scenari rilevanti.
Ad esempio, un soggetto potrebbe non credere effettivamente a q, anche se q fosse una credenza giustificata. Si può affermare che la conoscenza è chiusa per deduzione nota se, conoscendo p, S crede che q, perché p implica q e quindi S conosce q. Infatti, la conoscenza ha per oggetto la verità: se S conosce p, allora p è vera e anche q è vera (perché p implica q). Una formulazione ancora più forte è la seguente: se, pur conoscendo varie proposizioni, S crede che p perché S sa che queste proposizioni implicano p, allora S conosce p.
Sebbene il principio della chiusura epistemica sia generalmente ritenuto intuitivo, Nozick e Dretske argomentarono contro di esso.

## Chiusura epistemica e argomenti scettici
Il principio di chiusura epistemica assume tipicamente la forma di un argomento che segue la regola induttiva del modus ponens:
1. Premessa 1: S sa p.
2. Premessa 2: S sa che p implica q.
3. Conclusione: Pertanto, S sa q.

Il genio maligno di Cartesio o il cervello in una vasca di Hilary Putnam utilizzano una struttura di questo tipo: una conoscenza comune ampiamente accettata che implica uno scenario scettico, che si ritiene conosciuto in virtù della prima.
Uno scettico potrebbe anche adottare il modus tollens, negando il conseguente per negare l'antecedente e ottenere così un paradosso che porta ad accettare l'implicazione. Ad esempio, nel caso del cervello in una vasca, si ha:
1. Non sai di non essere un cervello senza mani in una vasca (~K(~h))
2. Se sai di avere le mani, allora sai che non sei un cervello senza mani in una vasca (K(o) → K(~h))
3. Conclusione: Pertanto, non sai di avere le mani (~K(o))

Gran parte della discussione epistemologica che circonda questo tipo di argomento scettico riguarda se accettare o negare la conclusione. Ernest Sosa distingue tre possibili risposte per lo scettico:
1. Essere d'accordo con lo scettico concedendogli sia le premesse che la conclusione (1, 2, c)
2. Non essere d'accordo con lo scettico negando la premessa 2 e la conclusione, ma mantenendo la premessa 1 (1, ~2, ~c), come fanno Nozick e Dretske. Ciò equivale a negare il principio di chiusura epistemica.
3. Non essere d'accordo con lo scettico negando la premessa 1 e la conclusione, ma mantenendo la premessa 2 (~1, 2, ~c), come fa Moore. Ciò equivale a preservare il principio di chiusura epistemica e a ritenere che la conoscenza sia chiusa sotto un'implicazione nota.

## Chiusura giustificata
Nel suo famoso articolo del 1963 intitolato Is Justified True Belief Knowledge?, Gettier formulò il seguente principio: “per qualsiasi proposizione P, se S è giustificato nel credere che P e P implica Q, e S deduce Q da P e accetta Q come risultato di questa deduzione, allora S è giustificato nel credere Q". In altre parole, la giustificazione della verità implicante giustificava anche la credenza nella verità implicata. Questo principio fu chiamato da Irving Thalberg Jr. principio di deducibilità della giustificazione. Talberg lo rigettò al fine di dimostrare che uno degli esempi di Gettier non riesce a supportare la tesi principale di Gettier secondo cui la vera credenza giustificata non è la conoscenza.
Nella citazione seguente, (1) si riferisce a "Jones otterrà il lavoro", (2) si riferisce a "Jones ha dieci monete" e (3) è la congiunzione logica della (1) e della (2):
(Thalberg, 1969 , p. 798)

## Nel dibattito politico statunitense
Nel dibattito politico statunitense, l'espressione "chiusura epistemica" è stata utilizzata per riferirsi all'affermazione che i sistemi di credenze politiche possono essere sistemi chiusi di deduzione, non influenzati dall'evidenza empirica. Tale significato è stato reso popolare nel 2010 dal blogger e commentatore liberal Julian Sanchez, che lo ha presentato come forma estrema del bias di conferma.